# Chersotis pachnosa
Chersotis pachnosa är en fjärilsart som beskrevs av Zoltan Varga 1975. Chersotis pachnosa ingår i släktet Chersotis och familjen nattflyn. Inga underarter finns listade i Catalogue of Life.